# Anatole Biré
Pour les articles homonymes, voir Biré.
Marie Paul Anatole Henri Biré, né le 22 octobre 1863 à Luçon (Vendée), mort le 5 février 1941 à Luçon, homme de loi, est un homme politique français, député  de la Vendée.

## Biographie
Fils d'Alfred Biré, sénateur de la Vendée de 1887 à 1897, et d'Agathe Merland de Chaillé, Anatole Biré naquit dans une famille de juristes très attachée au catholicisme. Il fit ses études de droit à Paris, où il présida la conférence Molé-Tocqueville, et il devint avocat. 
Conseiller général du canton de Luçon de 1898 à 1904, il fut élu député de la Vendée en 1924, sur la liste du « cartel vendéen d'union nationale ».  À nouveau candidat en 1928 dans la 2e circonscription des Sables-d'Olonne, il fut battu au deuxième tour de scrutin par Charles Gallet, et il se retira alors  de la vie politique.
Il dirigea le Journal des Conseils de fabrique qui, après la loi de séparation des Églises et de l'État, s'intitula la Revue du culte catholique.

## Œuvres
- Étude sur la condition juridique des églises, temples, presbytères, Paris, A. Giard, 1890, 204 p.
- La Séparation des Églises et de l'État, commentaire de la loi du 9 décembre 1905, Paris, A. Rousseau, 1905, 156 p.

## Source
- « Anatole Biré », dans le Dictionnaire des parlementaires français (1889-1940), sous la direction de Jean Jolly, PUF, 1960 [détail de l’édition]